# Чэнь-Барга-Ци
Чэнь-Барга-Ци (кит. упр. 陈巴尔虎旗, пиньинь Chénbā'ěrhǔ qí, палл. Чэньбаэрху-Ци, монг.ᠬᠠᠭᠤᠴᠢᠨ ᠪᠠᠷᠭᠤ ᠬᠣᠰᠢᠭᠤ Qaɣučin Barɣu qosiɣu; мон.кир.: Хуучин Барга хошуу) — хошун городского округа Хулун-Буир, который находится на северо-востоке автономного района Внутренняя Монголия (КНР). Название хошуна в переводе означает «Знамя старых баргутов».

## История
В XVIII веке баргуты начали переселяться на земли, подвластные Цинской империи. Так как они переселялись не одновременно, то тех, что пришли раньше, стали называть «старыми баргутами», а тех, что позже — «новыми баргутами». Цинские власти ввели среди баргутов «знамённую систему».
В 1919 году на этих землях был образован хошун Чэнь-Барга-Ци.

## Административное деление
Хошун делится на 3 посёлка,  сомон и 1 национальный сомон (Эвенкийский национальный сомон).
| № | Название                       | Название (кит.) | Статус             | Население чел. (2010) | На карте                         |
| - | ------------------------------ | --------------- | ------------------ | --------------------- | -------------------------------- |
| 1 | Баянькурен                     | 巴彦库仁镇      | посёлок            | 23 993                | 49°19′51″ с. ш. 119°26′00″ в. д. |
| 2 | Баожисилэ                      | 宝日希勒镇      | посёлок            | 16 968                | 49°20′46″ с. ш. 119°47′24″ в. д. |
| 3 | Хухэноэр                       | 呼和诺尔镇      | посёлок            | 3 921                 | 49°11′36″ с. ш. 118°53′33″ в. д. |
| 4 | Сиучжуэр                       | 西乌珠尔苏木    | сомон              | 3 072                 | 49°28′47″ с. ш. 118°33′24″ в. д. |
| 5 | Эвенкийский национальный сомон | 鄂温克民族苏木  | национальный сомок | 1 755                 | 49°47′27″ с. ш. 120°04′55″ в. д. |
|   |                                |                 | упразднённый сомон |                       |                                  |
|   |                                |                 | упразднённый сомон |                       |                                  |